# 글로벌 공익
공공재의 전통적인 이론적 개념은 재화가 생산되거나 소비 될 수 있는 지리적 영역을 구별하지 않는다. 그러나 글로벌 공익이라는 용어는 단지 하나의 국가 영역에 존재하는 공공의 이익과는 반대로 전 세계에 걸쳐 비경쟁적이고 배제 할 수 없는 공익을 의미하는 데 사용되어 왔습니다. 지식은 국제 공공재의 고전적인 예로서 사용되었다. 일부 학술 문헌에서는 인류 공통의 유산 개념과 관련이 있다.

## 시사점
세계화의 과정이 점점 더 많은 문화 및 천연 자원을 포함하고 있을 때, 글로벌 공공재가 창작되고, 설계되고, 관리되는 방식은 광범위한 영향을 미친다. 오늘날 세계화의 문제는 문제의 범위와 그러한 문제를 다루려는 의사 결정기구의 권한 사이의 불일치를 반영하여 주정부의 정책 노력을 뛰어 넘는 문제이다. 기본적으로 공개 될 수 있는 많은 상품은 정책 수준에서 지식, 예측 및 통치 구조의 수준이 될 때까지 적절한 규정을 갖춘 공통 상품 (글로벌 수준의 공통 풀 자원 또는 글로벌 공유지)으로 가장 잘 지정 될 수 있다 개인 또는 공공재와 같은 자원을 지정할 수 있다.

## 같이 보기
- 공공재